# Kleine Pfeffermuschel
Die Kleine Pfeffermuschel (Abra alba), auch Weiße Pfeffermuschel ist eine Muschelart aus der Familie der Pfeffermuscheln (Semelidae). Sie kommt auch in der Nord- und Ostsee vor.

## Merkmale
Das nahezu gleichklappige, abgeflachte Gehäuse der weißen Pfeffermuschel ist gerundet-dreieckig mit einer Länge bis zu 25 Millimetern. Es ist sehr leicht nach rechts verdreht. Der Umriss ist aber etwas variabel. Im nördlichen Teil des Verbreitungsgebietes sind die Gehäuse zudem etwas größer als etwa im Mittelmeer. Das Gehäuse ist fast gleichseitig, die Wirbel sind nur leicht hinter die Mittellinie (bezogen auf die Gehäuselänge) verschoben. Der hintere Dorsalrand ist fast gerade und fällt zum eng gerundeten Hinterende ab. Der vordere Dorsalrand ist sehr flach gewölbt, etwas länger als der hintere Dorsalrand und fällt flacher zum breiter gerundeten Vorderende ab. Das Ligament liegt extern und intern. Das externe Ligament ist ein kleines, dunkelbraunes Band hinter den Wirbeln. Das interne Ligament sitzt in einem kleinen dreieckigen, nach hinten gerichteten Chondrophor. Das Schloss weist in der linken Klappe vor der Ligamentgrube einen kleinen Kardinalzahn und je einen schwachen vorderen und hinteren Lateralzahn auf. In der rechten Klappe sind zwei Kardinalzähne vorhanden sowie zwei sehr schwache Lateralzähne, ein vorderer und ein hinterer. Die Mantellinie ist tief eingebuchtet. Der Weichkörper ist weißlich mit bläulichem Schein und reinweißen Flecken. Die Siphonen sind etwa so lang wie das Gehäuse.
Die Schale ist sehr dünn und zerbrechlich. Die Oberfläche zeigt sehr feine konzentrische Zuwachsstreifen. Die Farbe der Schale ist schmutzigweiß, das Periostracum ist hellbraun. Der innere Gehäuserand ist glatt.

## Geographische Verbreitung, Lebensraum und Lebensweise
Die Kleine Pfeffermuschel kommt an den Küsten von Nord- und Ostsee, im Ostatlantik von Norwegen bis Nordwestafrika sowie im Mittelmeer und im Schwarzen Meer von der Niedrigwasserlinie bis in Tiefen von etwa 65 Metern vor. Sie lebt eingegraben in schlammige, sandig-schlammigen und feinsandigen Böden. 
Die Nahrungsaufnahme erfolgt hauptsächlich durch die langen Siphonen, die quasi die Sedimentoberfläche nach organischen Stoffen abpipettieren. Dabei werden die Siphonen im Kreis um das Tier bewegt. Die Nahrung kann aber auch durch Filtrieren gewonnen werden. Die Kleine Pfeffermuschel ist getrenntgeschlechtlich. Die Geschlechtsprodukte werden ins freie Wasser abgegeben. Die Tiere werden ein bis drei Jahre alt.

## Taxonomie
Das Taxon wurde 1802 von William Wood in der Kombination Mactra alba vorgeschlagen. Die Art wird heute allgemein anerkannt zur Gattung Abra Lamarck, 1818 gestellt.

## Belege

### Online
- Marine Bivalve Shells of the British Isles: Abra alba (W. Wood, 1802) (Website des National Museum Wales, Department of Natural Sciences, Cardiff)